# Norton Simon
Pour les articles homonymes, voir Simon.
Norton Simon (5 février 1907-2 juin 1993) est un industriel et philanthrope américain connu pour avoir été l'un des principaux actionnaires de la société agricole Hunt's Foods, puis devenu millionnaire a investi dans d'autres sociétés, dont McCall's Publishing, Canada Dry ou Avis. Passionné d'art, il a soutenu plusieurs musées, dont le musée d'histoire naturelle du comté de Los Angeles et le musée d'Art du comté de Los Angeles ; le reste de sa collection a été regroupé dans le Norton Simon Museum.

## Biographie
Il s'est marié avec l'actrice Jennifer Jones le 31 mai 1971.

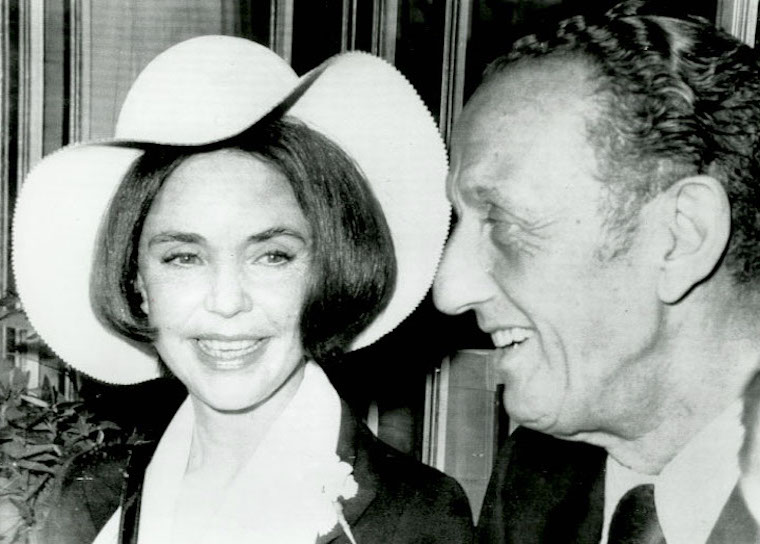
Jennifer Jones et Norton Simon en 1971.